# Serdal Güvenç
Serdal Güvenç (Maaseik, 20 mei 1984) is een Belgische voormalig profvoetballer die als verdediger of middenvelder speelde. Hij is een broer van Emrullah Güvenç.

## Carrière
Güvenç debuteerde op 17-jarige leeftijd in tweede klasse bij Patro Maasmechelen. Daarna speelde hij achtereenvolgens voor Kvsk United, Fortuna Sittard, Yeni Kirsehirspor, Akhisar Belediyespor en FC Oss.
Na zijn profcarrière speelde hij in het seizoen 2011/12 voor Verbroedering Geel-Meerhout. Vervolgens was hij twee seizoenen actief voor Lutlommel VV en van 2014 tot 2016 voor KESK Leopoldsburg. Zijn laatste club was KVK Wellen, waar hij in september 2017 vanwege een aanslepende heupblessure stopte.

## Statistieken
| Seizoen   | Club                 | Wedstrijden | Doelpunten | Competitie          |
| --------- | -------------------- | ----------- | ---------- | ------------------- |
| 2010/2011 | FC Oss               | 26          | 1          | Zondag Topklasse    |
| 2009/2010 | FC Oss               | 11          | 1          | Jupiler League      |
| 2008/2009 | Akhisar Belediyespor | 1           | 0          | 2. Lig B Kategorisi |
| 2007/2008 | Kırsehirspor         | 12          | 0          | 2. Lig B Kategorisi |
| 2007/2008 | Fortuna Sittard      | 0           | 0          | Jupiler League      |
| 2006/2007 | Fortuna Sittard      | 24          | 0          | Jupiler League      |
| 2005/2006 | Fortuna Sittard      | 3           | 0          | Jupiler League      |
| 2004/2005 | Lommel United        | 3           | 0          | 3de Klasse          |
| 2003/2004 | Patro Maasmechelen   | 1           | 0          | 2de Klasse          |
| 2002/2003 | Patro Maasmechelen   | 24          | 0          | 2de Klasse          |
| Totaal    |                      | 105         | 2          |                     |